# Adams County (Iowa)
Das Adams County ist ein County im US-amerikanischen Bundesstaat Iowa. Das U.S. Census Bureau hat bei der Volkszählung 2020 eine Einwohnerzahl von 3704  eine Bevölkerungsdichte von 3,4 Einwohnern pro Quadratkilometer ermittelt.  Der Verwaltungssitz (County Seat) ist Corning.

## Geografie
Das County liegt im Südwesten von Iowa und hat eine Fläche von 1102 Quadratkilometern, wovon fünf Quadratkilometer Wasserfläche sind.
An das Adams County grenzen folgende Nachbarcountys:
| Cass County       |               | Adair County    |
| Montgomery County |               | Union County    |
| Page County       | Taylor County | Ringgold County |

## Geschichte

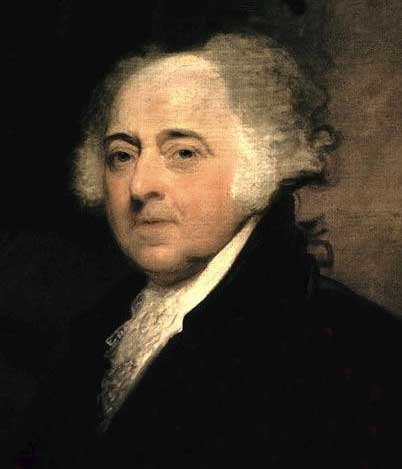
John Adams

Das Adams County wurde am 15. Januar 1851 aus Teilen des Pottawattamie County gebildet. Benannt wurde es entweder nach John Adams (1735–1826), dem zweiten Präsidenten der Vereinigten Staaten (1797–1801).
Die Originalgröße des Countys wurde später verkleinert durch die Bildung des Montgomery Countys und des Union Countys. Der erste Sitz der Countyverwaltung war in Quincy. 1872 wurde der Sitz verlegt nach Corning.

## Bevölkerung
Nach der Volkszählung im Jahr 2010 lebten im Adams County 4.029 Menschen in 1.914 Haushalten. Die Bevölkerungsdichte betrug 3,7 Einwohner pro Quadratkilometer. In den 1.914 Haushalten lebten statistisch je 2,12 Personen.
Ethnisch betrachtet setzte sich die Bevölkerung zusammen aus 98,1 Prozent Weißen, 0,2 Prozent Afroamerikanern, 0,5 Prozent amerikanischen Ureinwohnern, 0,6 Prozent Asiaten sowie aus anderen ethnischen Gruppen; 0,5 Prozent stammten von zwei oder mehr Ethnien ab. Unabhängig von der ethnischen Zugehörigkeit waren 0,9 Prozent der Bevölkerung spanischer oder lateinamerikanischer Abstammung.
21,9 Prozent der Bevölkerung waren unter 18 Jahre alt, 56,4 Prozent waren zwischen 18 und 64 und 21,7 Prozent waren 65 Jahre oder älter. 50,3 Prozent der Bevölkerung war weiblich.
Das jährliche Durchschnittseinkommen eines Haushalts lag bei 38.191 USD. Das Prokopfeinkommen betrug 26.835 USD. 12,4 Prozent der Einwohner lebten unterhalb der Armutsgrenze.

## Ortschaften im Adams County
Citys
| - Carbon - Corning - Lenox1 | - Nodaway - Prescott |

Unincorporated Communities
| - Brooks - Carl - Guss - Iveyville | - Quincy - Mercer - Nevinville - Strand |

1 – teilweise im Taylor County

## Gliederung
Das Adams County ist in 12 Townships eingeteilt:
| Township         | Einwohner (2010) | FIPS     |
| ---------------- | ---------------- | -------- |
| Carl Township    | 149              | 19-90471 |
| Colony Township  | 174              | 19-90780 |
| Douglas Township | 158              | 19-91020 |
| Grant Township   | 201              | 19-91626 |
| Jasper Township  | 398              | 19-92193 |
| Lincoln Township | 79               | 19-92517 |

| Township            | Einwohner (2010) | FIPS     |
| ------------------- | ---------------- | -------- |
| Mercer Township     | 153              | 19-92916 |
| Nodaway Township    | 235              | 19-93120 |
| Prescott Township   | 424              | 19-93504 |
| Quincy Township     | 1779             | 19-93531 |
| Union Township      | 144              | 19-94164 |
| Washington Township | 135              | 19-94446 |